# Dona Emma
Dona Emma est une ville brésilienne de l'État de Santa Catarina.

## Géographie
Dona Emma se situe dans la vallée du rio Itajaí, par une latitude de 26° 59′ 05″ sud et par une longitude de 49° 43′ 32″ ouest, à une altitude de 370 mètres. Sa population était de 3 723 habitants au recensement de 2010. La municipalité s'étend sur 181 km2.
Elle fait partie de la microrégion de Rio do Sul, dans la mésorégion de la Vallée du rio Itajaí.

## Villes voisines
Dona Emma est voisine des municipalités (municípios) suivantes :
- Witmarsum
- José Boiteux
- Presidente Getúlio
- Rio do Oeste
- Taió